# Губернатор Омской области
Губерна́тор О́мской о́бласти — высшее должностное лицо Омской области. Возглавляет правительство Омской области — высший исполнительный орган государственной власти области.

## Избрание и вступление в должность
Губернатор Омской области избирается гражданами Российской Федерации, проживающими на территории Омской области и обладающими в соответствии с федеральным законом активным избирательным правом, на основе всеобщего равного и прямого избирательного права при тайном голосовании. Выборы губернатора Омской области проводятся в соответствии с федеральными законами, Уставом (Основным Законом) Омской области и областным законом о выборах губернатора.
В 1991 году глава администрации Омской области был прямо назначен президентом России. После избирался гражданами на прямых выборах, которые проводились в 1995, 1999, 2003 годах. Затем в 2007 и в 2012 годах губернатор был выбран президентом России и утверждён в должности областным заксобранием. Вновь, после 12-летнего перерыва, прямые выборы губернатора состоялись 13 сентября 2015 года в единый день голосования.
Закон Омской области от 11 октября 1995 года и Устав Омской области от 26 декабря 1995 года ввели новое наименование должности главы области — «губернатор».

## Список губернаторов
| № | Губернатор       | Губернатор                                                              | Партийность         | Срок полномочий                                               | Срок полномочий | Основание вступления в должность                                                                               |
| - | ---------------- | ----------------------------------------------------------------------- | ------------------- | ------------------------------------------------------------- | --- | --- |
| 1 | Леонид Полежаев  |                                                                         | Единая Россия       | 11 ноября 1991 назначен                                       | | назначен президентом РСФСР Борисом Ельциным                                                                    |
| 1 | Леонид Полежаев  | 17 декабря 1995 избран                                                  | Единая Россия       |                                                               | избран на выборах губернатора Омской области: - 17 декабря 1995 — в 1 туре победил, набрав 59,62 % голосов                                                                                                 | |
| 1 | Леонид Полежаев  | 5 сентября 1999 избран                                                  | Единая Россия       |                                                               | избран на выборах губернатора Омской области: - 5 сентября 1999 — в 1 туре победил, набрав 57,03 % голосов                                                                                                 | |
| 1 | Леонид Полежаев  | 7 сентября 2003 избран, 11 сентября 2003 вступил в должность            | Единая Россия       |                                                               | избран на выборах губернатора Омской области: - 7 сентября 2003 — в 1 туре победил, набрав 55,96 % голосов                                                                                                 | |
| 1 | Леонид Полежаев  | 24 мая 2007 наделён полномочиями, 30 мая 2007 вступил в должность       | Единая Россия       | 30 мая 2012                                                   | наделён полномочиями по представлению президента РФ Владимира Путина - 24 мая 2007 года утверждён Заксобранием Омской области (из 43 присутствовавших депутатов 36 — «за», 6 — против, один не голосовал). | |
| 2 | Виктор Назаров   |                                                                         | Единая Россия       | 9 апреля 2012 утверждён, 30 мая 2012 года вступил в должность | 14 мая 2015 | назначен президентом РФ Дмитрием Медведевым, затем утверждён в должности депутатами Заксобрания Омской области |
| 2 | Виктор Назаров   | 14 мая 2015 назначен и. о. губернатора                                  | Единая Россия       | 22 сентября 2015                                              | назначен президентом РФ Владимиром Путиным врио губернатора | |
| 2 | Виктор Назаров   | 22 сентября 2015 года вступил в должность                               | Единая Россия       | 9 октября 2017                                                | избран на выборах губернатора Омской области: - 13 сентября 2015 — в 1 туре победил, набрав 59,99 % голосов                                                                                                | |
| 3 | Александр Бурков |                                                                         | Справедливая Россия | 9 октября 2017 года назначен врио губернатора                 | 14 сентября 2018 | назначен президентом РФ Владимиром Путиным врио губернатора                                                    |
| 3 | Александр Бурков | 9 сентября 2018 года избран, 14 сентября 2018 года вступил в должность  | Справедливая Россия | 29 марта 2023                                                 | избран на выборах губернатора Омской области: - 9 сентября 2018 — в 1 туре победил, набрав 82,56 % голосов                                                                                                 | |
| 4 | Виталий Хоценко  |                                                                         | Единая Россия       | 29 марта 2023 года назначен врио губернатора                  | 22 сентября 2023 | назначен президентом РФ Владимиром Путиным врио губернатора                                                    |
| 4 | Виталий Хоценко  | 10 сентября 2023 года избран, 22 сентября 2023 года вступил в должность | Единая Россия       |                                                               | избран на выборах губернатора Омской области: - 10 сентября 2023 — в 1 туре победил, набрав 76,33 % голосов                                                                                                | |